# Patasola

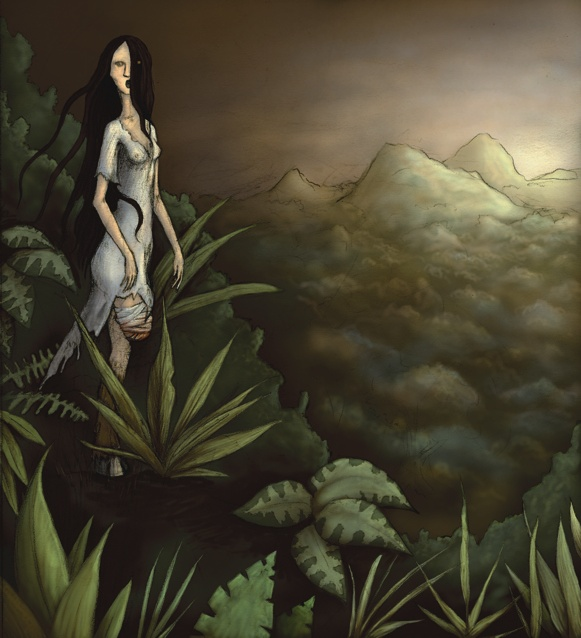
Pata sola - Colombia

La patasola, en el folclore narrativo de Colombia, es una mujer monstruosa que se caracteriza porque tiene una sola pierna que termina en forma de pezuña. Su aspecto es aterrador: cabellera enmarañada, pequeños ojos de tigresa, boca grande y colmillos enormes. Según la leyenda, es el alma en pena de una mujer infiel que deshonró a su marido y nunca lo supo valorar ni querer.

## Características
Se dice que su naturaleza falsa es la de una especie de vampiro feroz con un gran apetito de carne y de sangre humana, y es capaz de atacar y devorar la carne o chupar la sangre de sus víctimas. Son comunes en el folclore de Colombia, son similar a la Sayona de Venezuela, la Tunda de la zona colombiana del océano Pacífico y la Madremonte de Cuba. A menudo se las representa como protectoras de la naturaleza y de los animales del bosque, y no perdonan a los seres humanos que osan penetrar en sus dominios para alterarlos o destruirlo.

## Mitología
En Colombia se dice que tiene que ver con una traición amorosa, pues cuentan que una bella mujer estaba casada con un campesino muy trabajador que se dedicaba a vender las cosechas de su patrón, pues la esposa del arrendatario tenía 3 hijos. Aprovechando las ausencias del campesino, el patrón la coqueteaba a la bella mujer y ella no le era indiferente a sus piropos y regalos; los vecinos se dieron cuenta y un día le contaron todo al marido.
A la mañana siguiente el campesino decidió hacer como si saliera a vender la cosecha fuera del pueblo, pero esperó escondido cerca de la casa. Al anochecer entró súbitamente y encontró a los amantes abrazados en la cama. Lleno de ira, el campesino desenvainó su machete con furia, se arrojó sobre ellos y le cortó la cabeza de un solo machetazo al patrón. La mujer, entre sorprendida y horrorizada, quiso salir huyendo pero el enfurecido marido, de un solo machetazo le cortó una de sus piernas ocasionándole la muerte.
El patrón y la esposa del arrendatario murieron casi a la misma hora, el campesino, sin pensarlo dos veces, le prendió fuego al rancho en donde vivía y se llevó a sus hijos fuera de la región. 
Al atardecer, el alma de Patasola se dirigió al rancho saltando con dificultad con una sola pierna y viendo los frutos de su engaño. En una mezcla de arrepentimiento y furia, se convierte de una hermosa mujer en un monstruo malvado y horroroso que lanza tenebrosos gritos.
Las personas aseguran haber visto su alma saltando con una sola pierna por sierras, cañadas y caminos, destilando sangre y dando gritos lastimeros.
Se les aparece como una hermosa mujer para después atraerlos y enamorarlos. Luego, los lleva a la oscuridad del bosque en donde se transforma en una horrible mujer con ojos de fuego, boca desproporcionada y dientes de felino. Se lanza sobre su víctima y le chupa la sangre y tritura los huesos con sus colmillos. Y en medio de una nube mortecina, desaparece con su presa.  
La Patasola: no tiene sino una sola pierna, es una mujer muy hermosa de cabellos rubios y según la leyenda popular va de un lado para el otro; por ejemplo ella es capaz de ir rápidamente utilizando el viento de sí misma. Cuando la Patasola ojea a alguien le tuerce los ojos, les enferma con grillos en los oídos y sapos en el estómago. Para curar al ojeado los curanderos dicen la siguiente oración:
Señora: Yo, como sí, pero como ya se ve, suponiendo que así fue, lo mismo que antes así, si alguna persona a mí echare el mismo compás, si acaso, porque, quizás esto fue, de aquello pende, supongo que ya me entiende, no tengo que decir más Patasola no hagas mal que en el monte está tu bien.
A simple vista la "oración" parece no decir nada. Pero según los curanderos, este rezo aleja a la Patasola y cura el maleficio de la misma. Esto es cosa que la ciencia no tiene por cierta. Si no fuera porque se la tiene por bruja sería  uno de los personajes  simpáticos de la tradición popular tolimense. Pero como es bruja, no le cae bien a nadie.